# Ofelia Sanou
Ofelia Sanou, (1950, Costa Rica) es una arquitecta costarricense premiada por sus investigaciones sobre la arquitectura de Costa Rica.

## Trayectoria
Su trabajo se centra en la investigación y la labor docente en arquitectura, y su campo de especialización es la historia de la arquitectura y la conservación del patrimonio en su país.
Ha sido representante y presidente de ICOMOS Costa Rica y a nivel de Latinoamérica, así como directora e investigadora del Instituto de Investigaciones en Ingeniería (INII) y miembro de la Comisión Nacional de Patrimonio Histórico Arquitectónico de Costa Rica.
Se licencia de arquitecta por la Universidad de Costa Rica en 1977 con el trabajo Planificación Ecoturística de la Isla de San Lucas. Posteriormente entre 1980 se radica en Barcelona donde comienza sus estudios de posgrado. En 1981 regresa a Costa Rica.
En 1998 obtiene el título de magíster en Historia por la misma universidad, con la tesis Arquitectura e historia en Costa Rica: templos parroquiales en el Valle Central, Grecia, San Ramón y Palmares, 1860-1914.  Se ha desempeñado como docente en la Universidad de Costa Rica, entre 1977 y 2010. Ha sido profesora y coordinadora de diversos cursos de taller de diseño, técnicas y arquisistemas, cursos de historia de la arquitectura. Ha estado a cargo del curso “Estudios de Casos” de la Maestría Interdisciplinaria en Gestión Ambiental y Ecoturismo. Ha sido directora y lectora de más de quince trabajados finales de Graduación de la Escuela de Arquitectura y de las Maestría de Artes, Historia, Diseño Urbano y de la Maestría Interdisciplinaria en Gestión Ambiental y Ecoturismo de la Universidad de Costa Rica.
Ha trabajado en el Centro de Investigaciones históricas de América Central y es coordinadora fundadora e investigadora del Programa de Investigación en Gestión Urbana de la Escuela de Arquitectura, ambos en la Universidad de Costa Rica. Ha sido directora e investigadora Instituto de Investigaciones en Ingeniería (INII) y coordinadora del Programa en Investigación Diseño y Construcción Sostenibles SOS.
Dentro de ICOMOS (Consejo Internacional de Monumentos y Sitios). Sanou ha desempeñado diversos cargos, como coordinadora del Comité Técnico Patrimonio Arquitectónico del siglo XX de ICOMOS de Costa Rica, miembro del Comité Técnico Ciudades y Pueblos Históricos del ICOMOS de Costa Rica y fue presidenta del año 2012 al 2018. Ha recibido los nombramientos de miembro experto del CIVVIH committee (International Committee on Historic Towns and Villages), miembro experto del ISC20 committee (International Scientific Committee on Twentieth-century Heritage) e Integrante del Comité Técnico de Patrimonio del siglo XX.
Su investigación sobre la arquitectura de los siglos XIX y XX es un aporte pionero para la producción intelectual de la región, y los resultados han sido publicados en diversos libros y artículos, así como expuestos en eventos académicos nacionales e internacionales. Entre ellos se destaca la Guía de Arquitectura y Paisaje de Costa Rica editado por la Junta de Andalucía en 2010.

## Premios y reconocimientos
Sanou ha sido acreedora de las siguientes distinciones: 
- Primer premio compartido en la categoría de Investigación, en el marco de la IV Bienal de Arquitectura y Urbanismo: Arquitectura del Trópico, en Costa Rica, 1998;[7]
- Primer premio en la categoría de investigación en la V Bienal Arquitectura y Urbanismo de Costa Rica, capítulo internacional, en el año 2000;
- Arquitecta distinguida en el 7º encuentro de mujeres ingenieras, arquitectas y agrimensoras, Guatemala, por los Colegios profesionales de Centro América, en el año 2005.

## Obras
- Arquitectura e historia en Costa Rica: templos parroquiales en el Valle Central, Grecia, San Ramón y Palmares 1860-1914.[7][8]
- Costa Rica : guía de arquitectura y paisaje = an architectural and landscape guide.[9]
- Arquitectura de la producción : hacienda cafetera y cañera, región del Valle de Reventazón y Turrialba, Costa Rica (1890-1930),[10]
- La modernización entre cafetales: San José, Costa Rica, 1880-1930.[11][12]